# Вуйович, Никола
Никола Вуйович (черног. Никола Вујовић, род. 23 июня 1981, Цетине) — черногорский футболист полузащитник. 
Большую часть своей клубной карьеры Вуйович провел в «Будучносте» и «Могрене». Тажке играл за «Акратитос» из Греции и сербский «Партизан». В 2007—2009 годах выступал за сборную Черногории, за это время сыграл в 6 матчах. Его последним международным матчем стал отборочный турнир чемпионата мира по футболу в апреле 2009 года против Грузии.